# Freguesia
Die Freguesia [frɛɡɘˈziɐ] ist die kleinste Verwaltungseinheit und unterste Stufe der Körperschaften (autarquias) in der kommunalen Selbstverwaltung in Portugal, die etwa einer Gemeinde entspricht. Freguesias entsprachen zumindest früher dem Pfarrbezirk einer Kirche. Sie sind in Municípios zusammengefasst.
Auch in Staaten, die aus portugiesischen Kolonien hervorgingen, gibt es die Freguesia als Verwaltungseinheit, so in Kap Verde.

## Etymologie
Der Begriff freguesia leitet sich von der vulgärlateinischen Bezeichnung filius ecclesiae („Sohn der Kirche“) her und ist die weltliche Entsprechung des Wortes Pfarrgemeinde, im Deutschen Kirchspiel.

## Geschichte
Bis zur Liberalen Revolution in Portugal 1822 und dem Miguelistenkrieg 1834 war im Königreich Portugal die kirchliche Gemeinde (Paróquia) mit der staatlichen Verwaltungseinheit identisch. Mit der Verwaltungsreform vom 18. Juli 1835 wurden die behördlichen Gemeinden von den kirchlichen unterschieden. Mit Gesetz vom 23. Juni 1916 wurden die staatlichen Verwaltungseinheiten fortan Freguesias genannt. Umgangssprachlich hat sich bis heute jedoch der Begriff der Freguesia auch für die Kirchengemeinde gehalten.
Bis 2013 hatte Portugal 4259 Freguesias, die mit der Administrativen Neuordnung in Portugal 2013 auf 3091 reduziert wurden. Die Umsetzung erfolgte nur in Kontinentalportugal (Stand: Februar 2015); in den Autonomen Regionen Madeira und Azoren ist sie den beiden Insel-Parlamenten anvertraut.
Auch in einigen ehemals portugiesischen Überseegebieten findet man heute noch diese administrative Gliederung, wobei sie in Kap Verde der portugiesischen am ähnlichsten geblieben ist. Macau etwa ist in sieben Freguesias eingeteilt.

## Struktur
Mehrere Freguesias sind zu einem Município zusammengefasst. Eine Freguesia kann ein sehr kleines Territorium haben; es gibt jedoch auch Freguesias, deren Gebiet 100 km² überschreitet oder Dutzende kleinere Orte beinhaltet. Ebenso kann die Bevölkerungszahl sehr stark variieren. Es ist für die Municípios möglich, innerhalb gesetzlich festgelegter Rahmenbedingungen neue Freguesias zu gründen. 
Momentan gibt es in Portugal sechs Municípios, die nur eine einzige Freguesia beinhalten. Der Município mit der höchsten Anzahl an Freguesias ist Barcelos mit 89 Gemeinden.
Im Rahmen der statistischen Gliederung der EU bilden die Freguesias die fünfte und unterste Stufe (LAU 2; siehe auch: NUTS:PT).

## Verwaltung
Jede Freguesia wird von einer Junta de Freguesia, zu Deutsch etwa Ratsversammlung der Gemeinde als Exekutivorgan regiert. Dieses wird von der gewählten Assembleia de Freguesia, also der Gemeindeversammlung gewählt.
Der Präsident der Junta da Freguesia ist der Leiter der Gemeinde und entspricht einem Bürgermeister. Er ist geborenes Mitglied, also automatisch Mitglied der Assembleia Municipal des zugehörigen Municípios.
Die Zuständigkeiten der Freguesia sind grundsätzlich nicht sehr umfassend, weswegen in der öffentlichen und politischen Wahrnehmung dem Organ des Municípios, der Câmara Municipal und ihrem Präsidenten, eine größere Bedeutung zukommt, wobei ihre Stellung und ihr Einfluss aufgrund der Möglichkeit der Übernahme von munizipalen Zuständigkeiten tatsächlich sehr unterschiedlich sein kann. Insgesamt aber erreicht die gemeindliche Selbstverwaltung nicht einen mit deutschen Gemeinden vergleichbaren Grad, insbesondere fehlt den Freguesias die allgemeine Planungshoheit.